# Tocotronic

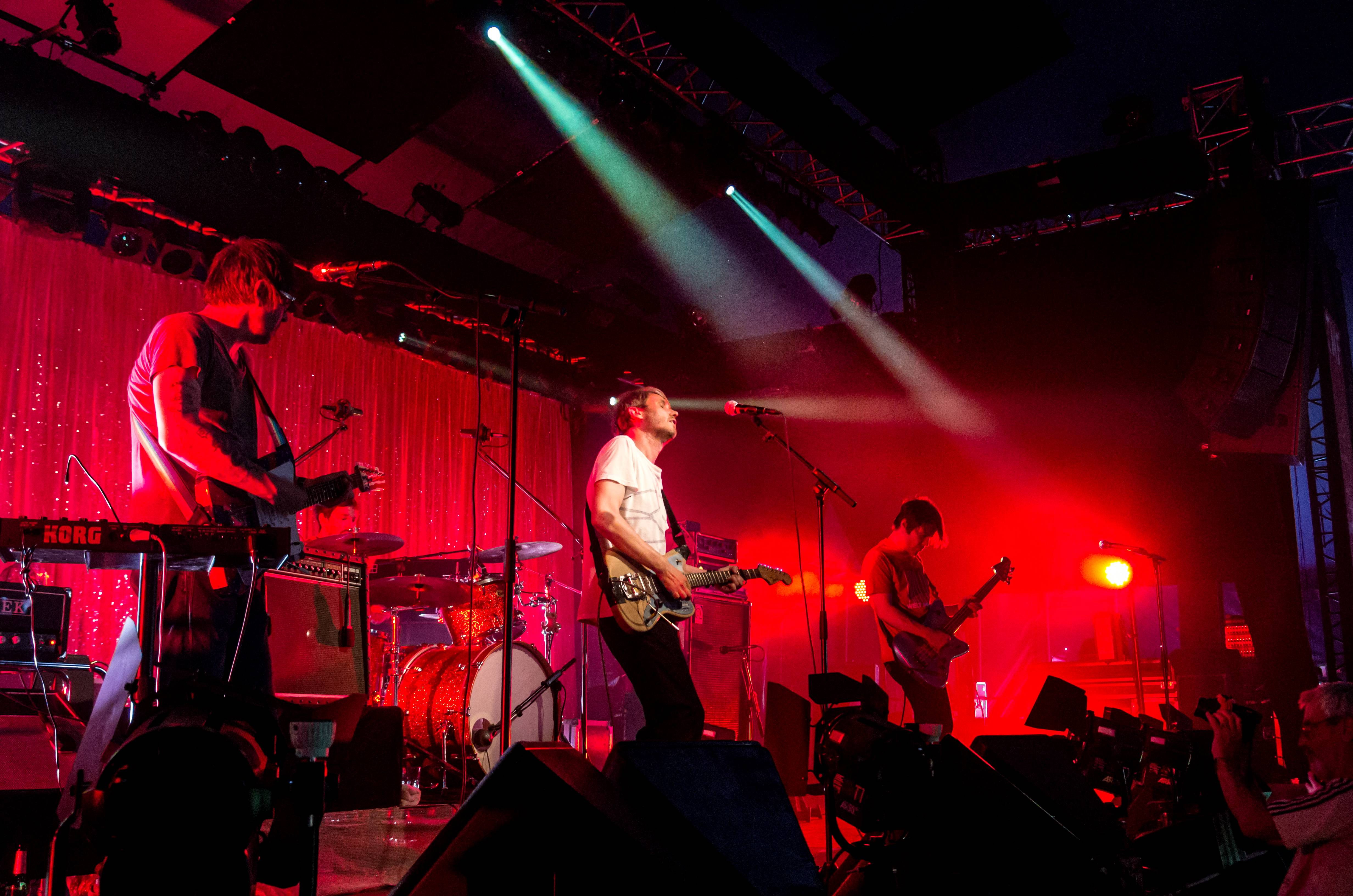
Zelt-Musik-Festival en 2015 Friburgo de Brisgovia, Alemania

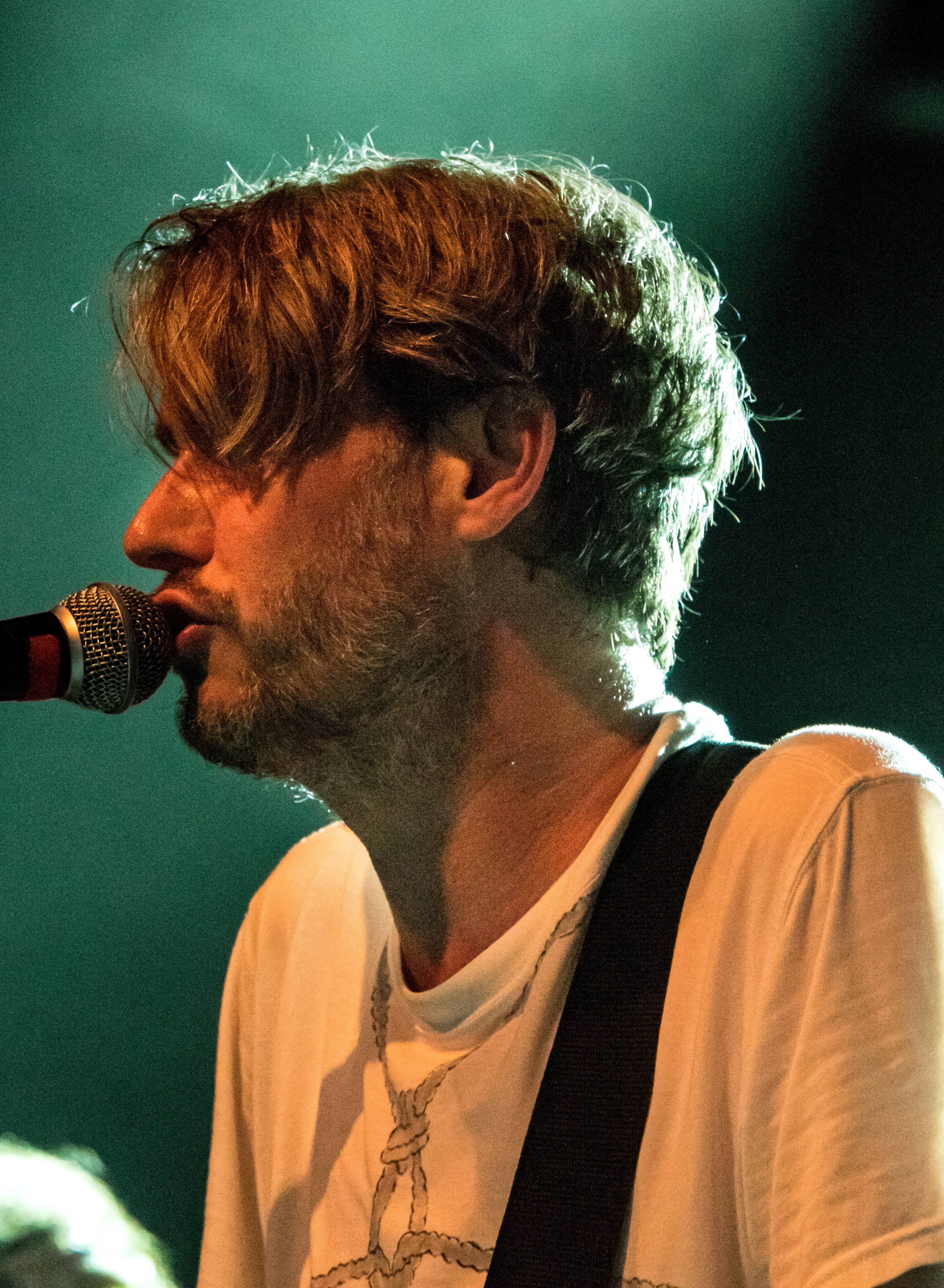
Zelt-Musik-Festival en 2015 Friburgo de Brisgovia, Alemania

Tocotronic es una banda alemana de rock formada en Hamburgo en 1993. El nombre del grupo es una variación de la consola japonesa Tricotronic, un precedente de la popular Game Boy.
Compuesta inicialmente por el guitarrista y cantante solista Dirk von Lowtzow, el bajista Jan Müller y el batería Arne Zank, en 2004 se incorporó un segundo guitarrista, Rick McPhail.
Encuadrados dentro de la llamada Escuela de Hamburgo, han publicado diez álbumes de estudio.

## Discografía

### Álbumes de estudio
- 1995: Digital ist besser
- 1995: Nach der verlorenen Zeit
- 1996: Wir kommen um uns zu beschweren
- 1997: Es ist egal, aber
- 1999: K.O.O.K.
- 1999: K.O.O.K. (English Version)
- 2002: Tocotronic
- 2005: Pure Vernunft darf niemals siegen
- 2007: Kapitulation
- 2010: Schall und Wahn
- 2013: Wie wir leben wollen

- Datos: Q11890
- Multimedia: Tocotronic / Q11890